# Helene Fentener van Vlissingen
Helene Fentener van Vlissingen (1955-2022) was een Nederlands schrijfster en kunsthistorica.

## Biografie
Van Vlissingen werd geboren in de familie Fentener van Vlissingen. Ze werkte eind jaren 70 mee aan Traktor Toernee, dat later uit zou groeien tot De Parade, was een van de oprichters van de Witte Zaal (nu theater De Lieve Vrouw) in Amersfoort en maakte een documentaire en een boek over de Franse architect Yona Friedman. De film was te zien in het Guggenheim Museum in New York.
In 2017 kwam haar roman 'Schaduwmoeders' uit, onder het pseudoniem 'Lena Landauer'. Tijdens de coronacrisis hield ze een blog bij, die is opgenomen in Archief Eemland.
Op 5 januari 2022 overleed Van Vlissingen na een kort ziekbed, 66 jaar oud.
Tijdschrift Landauer voor hedendaagse, Nederlandstalige literatuur, is vernoemd naar Helene Fentener van Vlissingen.